# Porte nord du baptistère de Florence

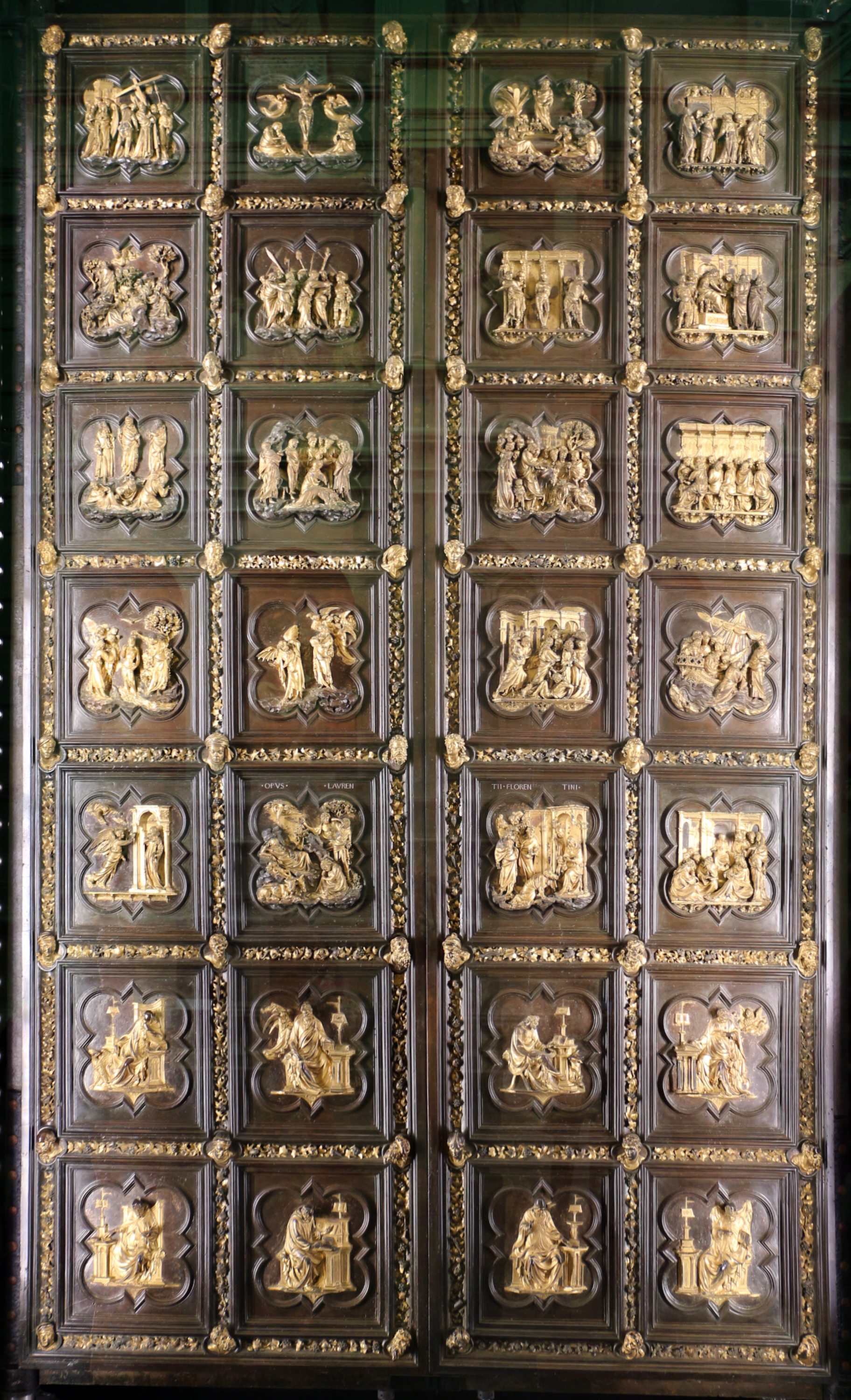
La porte nord du baptistère de Florence, restaurée et exposée au musée de l'Opera del Duomo.

La porte nord du baptistère de Florence, réalisée par Lorenzo Ghiberti entre 1403 et 1424, représente son premier chef-d'œuvre, précédant la très célèbre Porte du Paradis. L'oeuvre est signée au centre, au-dessus des panneaux de la Nativité et de l'Adoration des Mages : OPVS LAUREN/TII•FLOREN/TINI.
La porte, restaurée entre 2013 et 2015, avec une grande partie de sa dorure d'origine, se trouve exposée dans le nouveau musée dell'Opera del Duomo et remplacée sur le monument par une copie.

## Histoire
En 1401, l'Arte di Calimala, qui administrait le baptistère Saint-Jean de Florence, annonce un concours pour la réalisation de la porte nord, soixante-cinq ans après l'achèvement de la porte sud par Andrea Pisano. Parmi les artistes participants, florentins et autres, se distinguent Jacopo della Quercia, de Sienne, et les deux jeunes orfèvres florentins Lorenzo Ghiberti et Filippo Brunelleschi. Tous concourent sur le thème du Sacrifice d'Isaac, selon des formes et des dimensions analogues à celles des panneaux de la porte existante, et sont jugés l'année suivante par une commission de trente artistes de différentes disciplines et quatre consuls de l'Arte di Calimala. Les sources divergent sur le résultat. Ghiberti s'attribue dans ses Commentaires une victoire claire, tandis que le biographe de Brunelleschi rapporte une victoire à égalité, ce dernier se retirant à la perspective de devoir coopérer avec son rival.

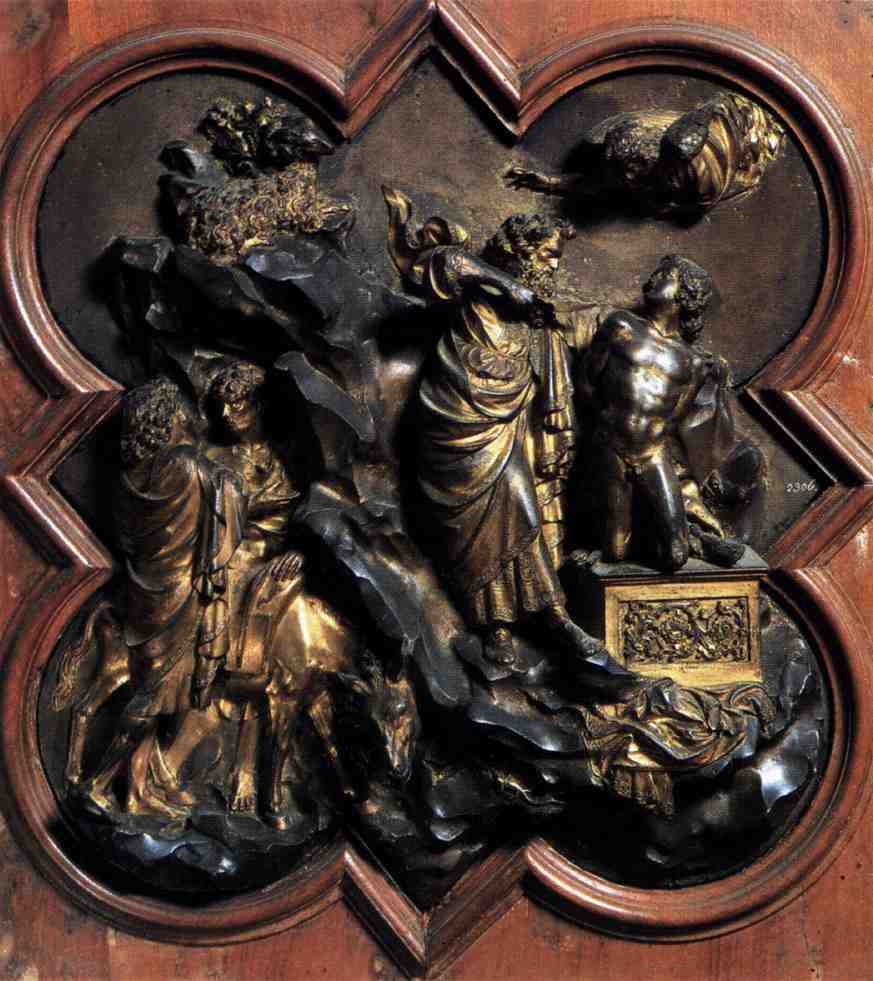
Le Sacrifice d'Isaac.

Quoi qu'il en soit, la commande fut confiée à Ghiberti qui, aidé de son père et de l'orfèvre Bartoluccio, se mit au travail. La documentation relative à la porte est assez abondante et connue surtout par des découvertes des XVIIe et XVIIIe siècles. Le contrat de cession est daté du 23 novembre 1403, dans lequel il était établi que Lorenzo devait personnellement s'occuper des figures, des arbres et autres, lui permettant toutefois d'avoir quelques assistants, dont Bartoluccio et d'autres. Le père et le fils étaient payés deux cents florins par an, supervisés par une commission de trois membres dont Palla Strozzi, qui était également client de Ghiberti. Les travaux devant commencer le 1er décembre, mais prirent du retard à cause de discussions sur le sujet à traiter, passant de l'Ancien au Nouveau Testament. Les phases de conception et de moulage durèrent plusieurs années, mais c'est le long travail de nettoyage et de dorure qui demanda vingt années entières, avec une multitude d'assistants, parmi lesquels figuraient Giuliano di ser Andrea (it), Bernardo Ciuffagni et le jeune Donatello, âgé d'une vingtaine d'années.
Le 1er juin 1407 , la livraison de trois reliefs par an n'étant plus respectable, un nouveau contrat fut rédigé, dans lequel Lorenzo s'engageait à ne pas accepter d'autres commandes sans l'autorisation des consuls de l'Arte di Calimala et à travailler personnellement la cire et le bronze, en particulier la ciselure des moulages, surtout pour les parties qui nécessitaient plus de soin, comme les nus ou les cheveux. Il y avait aussi une clause selon laquelle, pendant un an après la fin des travaux, l'artiste devait rester à la disposition de l'Arte avant d'accepter d'autres œuvres : probablement pensaient-ils déjà à la troisième porte. Vingt-et-un assistants sont répertoriés, dont Donatello et Paolo Uccello ; un document ultérieur mentionne également le nom de Michelozzo.

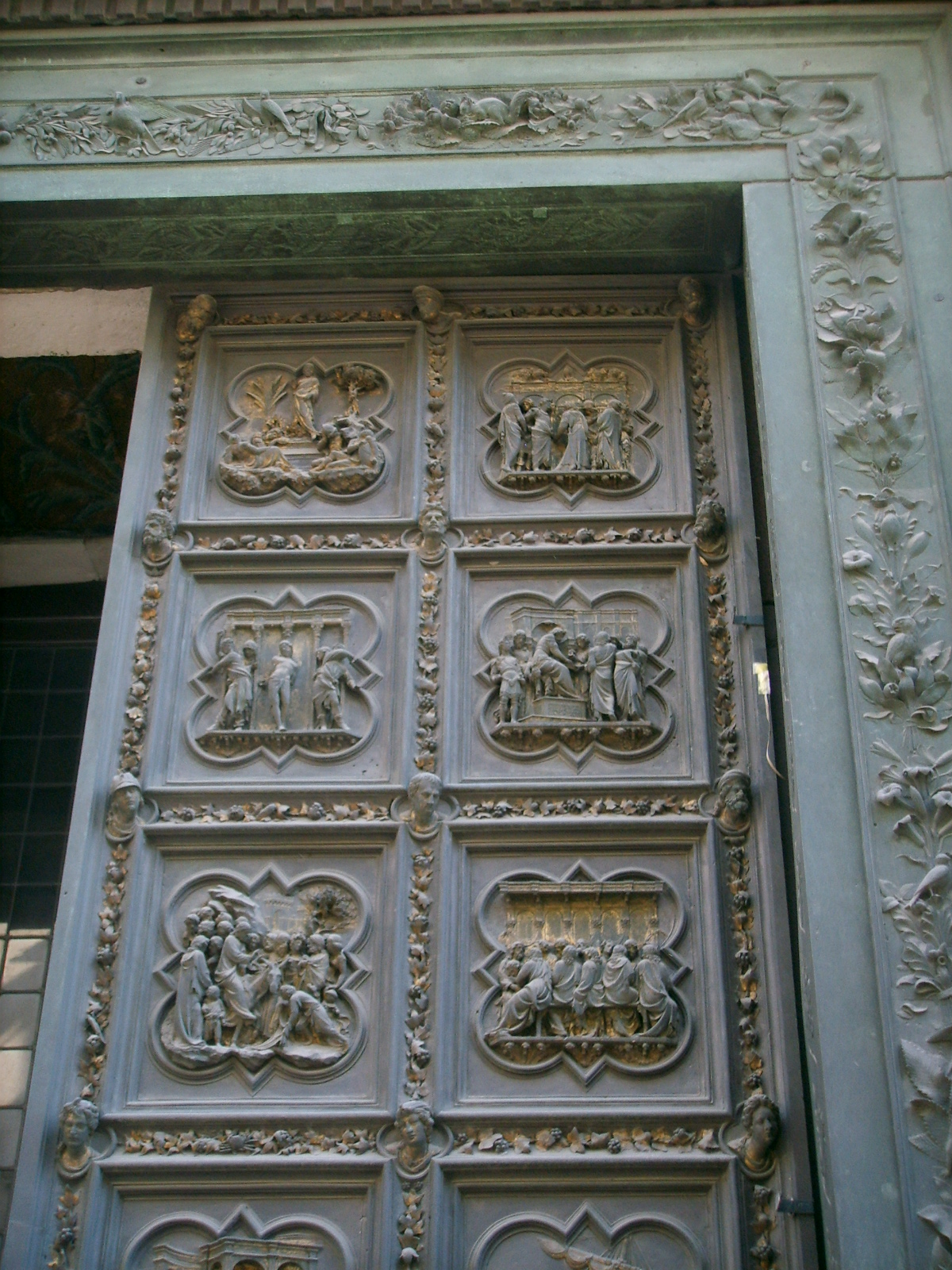
Vantail droit.

On ne dispose pas d'informations sur l'avancement des travaux, mais on pense qu'en 1415 la plupart des reliefs avaient été coulés et que les années suivantes furent nécessaires surtout au long travail de finition et de dorure. La technique de la cire perdue n'était pas encore pleinement maîtrisée et les reliefs sortaient du moule en terre cuite comme des esquisses assez grossières, qu'il fallait ensuite lisser longuement.
En mars 1423, la dorure partielle de la porte fut décidée, pour en augmenter le prestige : selon Krautheimer, le cadre et le dessin des jambages furent également réalisés à cette époque, probablement coulés après 1424. Une année entière fut encore nécessaire pour la dorure et le montage. Le 29 avril 1424, après que Ghiberti eut reçu une compensation totale de 22 000 florins (la nouvelle vient de Ghiberti lui-même), la porte fut placée du côté est, face à Santa Maria del Fiore , peut-être en déplaçant la porte précédente de Pisano vers le sud ; comme on le sait, elle fut ensuite déplacée vers le côté nord en 1452, pour faire place à la Porte du Paradis.
Au fil du temps, la crasse et l’oxydation avaient entièrement recouvert la dorure. Durant la Seconde Guerre mondiale, les portes furent démontées pour des raisons de protection et soumises à des analyses qui permirent leur nettoyage, avant d'être remises en place en 1948.
Parmi les chercheurs qui ont le plus étudié la porte, on distingue Frey, Krautheimer (1956, 1970, 1982) et les commissaires du riche catalogue de l'exposition Ghiberti de 1978-1979.
La porte a été restaurée à partir de mars 2013 par l'Opificio delle pietre dure de Florence, le laboratoire de restauration où les solutions ont également été étudiées pour la restauration de la Porte du Paradis. Grâce à l'expérience acquise par l'Opificio, la porte nord restaurée est exposée au musée de l'Opera del Duomo, et une copie a été mise en place au Baptistère.

## Description

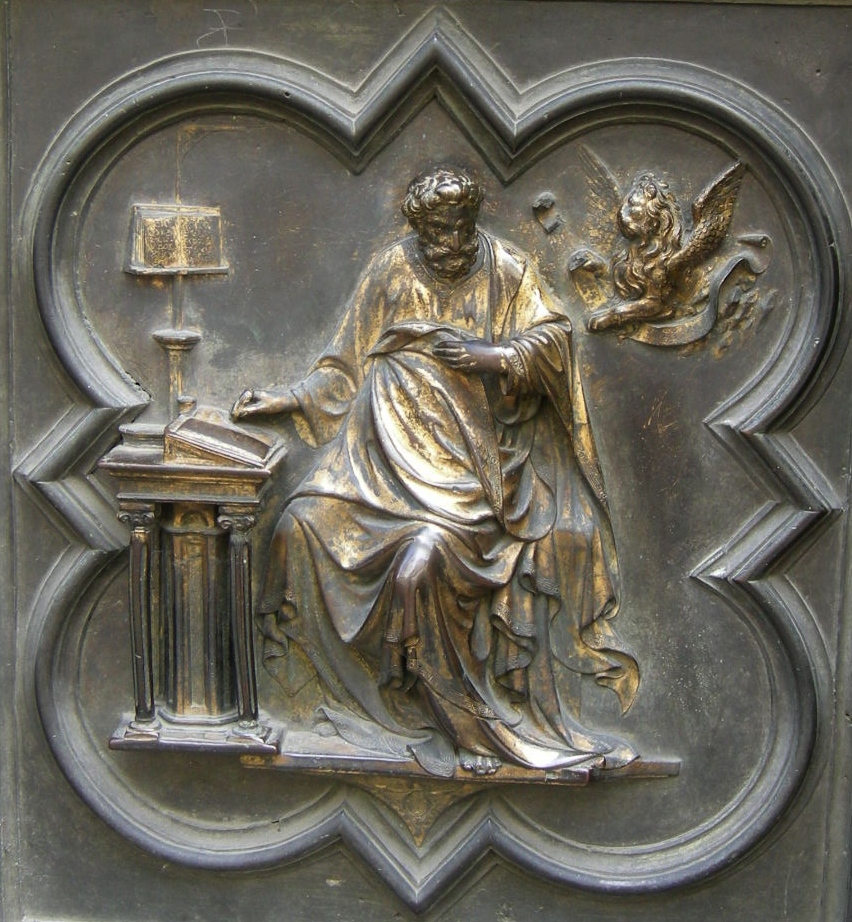
Saint Marc

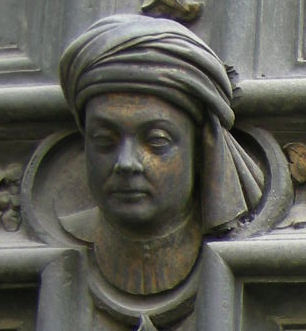
Autoportrait de Ghiberti

La porte suit fidèlement le dessin de la porte d'Andrea Pisano, avec vingt-huit panneaux à cadre quadrilobe, disposés en sept rangées de quatre. Elles présentent les récits du Nouveau Testament, de l'Annonciation à la Pentecôte, qu'il faut lire de bas en haut, de gauche à droite, en partant de la troisième rangée en partant du bas : cette disposition a été choisie pour avoir en haut le point culminant des récits de la Passion. Les deux premières rangées en bas montrent les quatre évangélistes et les quatre docteurs de l'Église.
Le cadre comprend quarante-sept têtes de Prophètes et de Sibylles aux angles des panneaux dans des cadres lobés, six par rangée sauf la dernière en bas qui n'en comporte que cinq (celle du centre sur la porte de gauche est manquante, probablement pour ne pas perturber la fermeture de la porte). Entre un panneau et un autre se trouvent des motifs végétaux (lierre), avec divers petits animaux, qui avaient probablement une valeur amulette, car on espérait que le Christ les tiendrait à l'écart des récoltes. Cet ensemble a vraisemblablement été réalisé par des moulages naturels sur les corps d'insectes, crustacés, amphibiens, reptiles, selon une technique déjà décrite par Cennino Cennini, mais connue uniquement par cet ouvrage. Même dans les jambages et dans l'architrave, achevés rapidement par les assistants de Ghiberti après que la porte eut été déplacée vers le côté nord (le cadre d'origine est resté du côté est), on trouve des guirlandes de bronze avec diverses plantes, animées par des oiseaux, des reptiles et des mammifères qui picorent les fruits ou se perchent parmi les branches, également dans ce cas avec des significations superstitieuses.
La tête 26 (cinquième rangée à partir du haut, deuxième à partir de la gauche) contient l'autoportrait de l'artiste, portant un turban, probablement le premier portrait réaliste de la Renaissance.

## Assemblage des panneaux
|  |                            |  |                             |  |  |                                      |  |                              |  |
|  |                            |  |                             |  |  |                                      |  |                              |  |
|  | 17. Montée au Calvaire     |  | 18. Crucifixion             |  |  | 19. Résurrection                     |  | 20. Pentecôte                |  |
|  |                            |  |                             |  |  |                                      |  |                              |  |
|  | 13. Le Jardin des oliviers |  | 14. Capture de Jésus        |  |  | 15. Flagellation                     |  | 16. Jésus devant Pilate      |  |
|  |                            |  |                             |  |  |                                      |  |                              |  |
|  | 9. Transfiguration         |  | 10. Résurrection de Lazare  |  |  | 11. Entrée à Jérusalem               |  | 12. La Cène                  |  |
|  |                            |  |                             |  |  |                                      |  |                              |  |
|  | 5. Baptême du Christ       |  | 6. Tentation dans le désert |  |  | 7. Expulsion des marchands du temple |  | 8. Jésus marche sur les eaux |  |
|  |                            |  |                             |  |  |                                      |  |                              |  |
|  | 1. Annonciation            |  | 2. Nativité                 |  |  | 3. Adoration des Mages               |  | 4. Jésus parmi les docteurs  |  |
|  |                            |  |                             |  |  |                                      |  |                              |  |
|  | 21. Saint Jean             |  | 22. Saint Matthieu          |  |  | 23. Saint Luc                        |  | 24. Saint Marc               |  |
|  |                            |  |                             |  |  |                                      |  |                              |  |
|  | 25. Saint Ambroise         |  | 26. Saint Jérôme            |  |  | 27. Saint Grégoire                   |  | 28. Saint Augustin           |  |

## Style
Les sources d'inspiration de Ghiberti furent nombreuses, de l'art classique au gothique toscan des premières décennies du XIVe siècle (Nicola et Giovanni Pisano, Arnolfo di Cambio), de l'orfèvrerie aux miniatures d'outre-Alpes et de Lombardie, en plus bien sûr du modèle offert par l'autre porte d'Andrea Pisano. Le résultat fut particulièrement heureux grâce à la profonde assimilation de ces modèles, au goût sûr de l'artiste et à son imagination créatrice inépuisable.

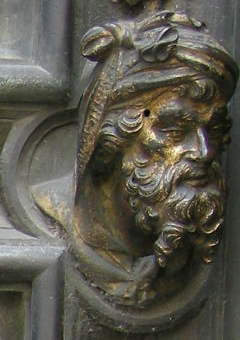
Une testina (petite tête).

L'élégance linéaire d'origine gothique tardive domine généralement, bien que chaque figure soit pleinement appréciée à la fois individuellement et dans la composition générale. Les figures font saillie à l'intérieur des quadrilobes gothiques, mais sont plus caractérisées (par rapport à l'autre porte du XIVe siècle) d'un point de vue spatial et prospectif, avec une individualité physionomique aiguë, en particulier dans les petites têtes.
Les références formelles entre les figures sont nombreuses, les hanchements raffinés, auxquels s'ajoute le rendu parfait des animaux, des plantes, des objets et de l'architecture. Dans les panneaux inférieurs, on remarque le soin avec lequel sont rendus les meubles proches des évangélistes et des docteurs, dont les vêtements coulent avec solennité, mais aussi avec une touche royale, qui ne débouche jamais sur une artificialité excessive des manières. Ce qui surprend aussi, c'est la nature poétique vive de l'ensemble, agréable médiation entre la tradition et l'impétueuse révolution brunelleschienne reprise peu après par Donatello.
Les pousses végétales des cadres sont exquises, les têtes sont excellemment modelées et représentent une heureuse innovation par rapport aux rosaces plus rigides et aux têtes de lion de la porte d'Andrea Pisano.